# حميد حجاج
حميد حجاج ولد على 20 نوفمبر 1941 في قصبة الجزائر ، كان رئيس الاتحادية الجزائرية لكرة القدم.

## سيرة
- مهندس كيميائي، تخرج من جامعة لوفان (بلجيكا).
- المدير التنفيذي لصيدال (1991-1995)
- الأمين العام المجلس الشعبي الوطني (1998-2000)
- من 2001 إلى 2006 كان نائب رئيس الاتحاد الوطني لكرة القدم
- رئيس اللجنة التأديبية. (سبتمبر 2010 - فبراير 2018)[1][2][3]

- وكان أيضا مستشارا لرئيس المجلس الشعبي الوطني.

- الرئيس الثاني والعشرون للاتحادية الجزائرية لكرة القدم (يناير 2006 - فبراير 2009).[2][4]